# Igreja de São Tiago de Silvalde

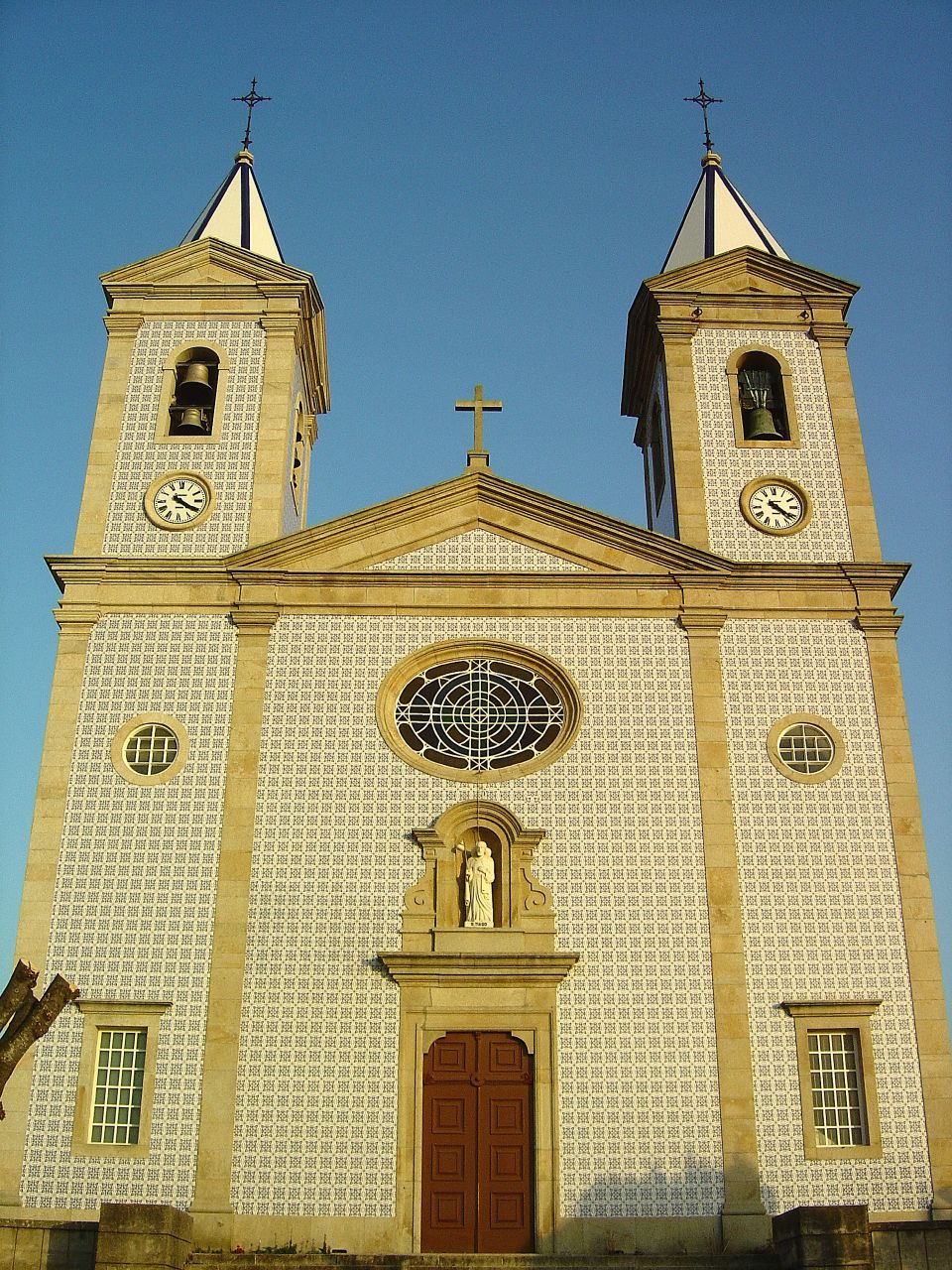

A Igreja de São Tiago localiza-se na freguesia de Silvalde, no Município de Espinho, no Distrito de Aveiro, em Portugal.

## História
As obras do templo foram iniciadas no início do século XX, tendo os recursos à época sido suficiente apenas para levantar a torre sineira.
Na década de 1960, reunidos os recursos necessários, a comunidade optou por levantar o salão paroquial.
Em 2006, uma vez mais graças aos recursos da população, o templo foi concluído.